# Жовква Ігор Іванович
Ігор Іванович Жовква (нар. 22 жовтня 1979, Київ) — український дипломат. Надзвичайний і Повноважний Посол. Кандидат політичних наук (2005). Доцент (2014). Керівник Головного департаменту зовнішньої політики та європейської інтеграції Адміністрації Президента України (з 2014). Заступник Керівника Офісу Президента України з 10 вересня 2019 року.

## Життєпис
Народився 22 жовтня 1979 року у місті Києві. У 2001 році закінчив Інститут міжнародних відносин Київського національного університету імені Тараса Шевченка, «Міжнародні відносини», магістр міжнародних відносин‚ перекладач з англійської мови; Володіє іноземними мовами: російська, англійська — вільно; польська, німецька — середній рівень.
З 10.2001 по 03.2005 рр. — аспірант Інституту міжнародних відносин Київського національного університету ім. Тараса Шевченка, м. Київ;
З 06.2002 по 12.2002 рр. — помічник-консультант народного депутата України апарату Верховної Ради України, м. Київ;
З 12.2002 по 04.2005 рр. — головний консультант управління з питань європейської і євроатлантичної інтеграції Головного управління з питань зовнішньої політики Адміністрації Президента України, м. Київ (очолював цю Адміністрацію Віктор Медведчук і Олександр Зінченко);
З 04.2005 по 12.2005 рр. — головний консультант відділу євроатлантичної інтеграції департаменту європейської та євроатлантичної інтеграції Головної служби зовнішньої політики Секретаріату Президента України, м. Київ;
З 12.2005 по 03.2006 рр. — головний консультант відділу євроатлантичної інтеграції департаменту європейської та євроатлантичної інтеграції Головної служби зовнішньої політики Секретаріату Президента України, м. Київ;
З 03.2006 по 12.2006 рр. — завідувач відділу євроатлантичної інтеграції департаменту європейської та євроатлантичної інтеграції Головної служби зовнішньої політики Секретаріату Президента України, м. Київ;
З 12.2006 по 04.2007 рр. — заступник керівника служби європейської та євроатлантичної інтеграції — завідувач відділу євроатлантичної інтеграції Головної служби зовнішньої політики Секретаріату Президента України, м. Київ;
З 04.2007 по 01.2008 рр. — заступник керівника департаменту європейської та євроатлантичної інтеграції — завідувач відділу євроатлантичної інтеграції Головної служби зовнішньої політики Секретаріату Президента України, м. Київ;
З 01.2008 по 03.2010 рр. — заступник керівника Служби — керівник групи, керівник Служби Віце-прем'єр-міністра України Секретаріату Кабінету Міністрів України, м. Київ;
З 04.2010 по 09.2010 рр. — керівник міжнародних програм Міжнародного центру перспективних досліджень;
З 09.2010 по 06.2011 рр. — директор Департаменту Державного агентства з управління національними проектами, м. Київ;
З 06.2011 по 03.2014 рр. — директор Департаменту Державного агентства України з інвестицій та управління національними проектами України, м. Київ;
З 03.2014 по 08.2014 рр. — заступник керівника Служби Віце-прем'єр-міністра України Секретаріату Кабінету Міністрів України, м. Київ;
З вересня 2014 року — Керівник Головного департаменту зовнішньої політики та європейської інтеграції Адміністрації Президента України, м. Київ.
Член Національної інвестиційної ради (з 24 грудня 2019).
З 10 вересня 2019 року — заступник Керівника Офісу Президента України з питань міжнародної політики.
Член Національної ради реформ (з 29 січня 2021 року).

## Дипломатичний ранґ
- Надзвичайний і Повноважний Посланник 1-го класу (12.2014);[джерело?]
- Надзвичайний і Повноважний Посол (08.2018).[джерело?]

## Нагороди та відзнаки
- Орден «За заслуги» III ступеня (22 грудня 2021) — За вагомий особистий внесок у зміцнення міжнародного співробітництва України, багаторічну плідну дипломатичну діяльність та високий професіоналізм[8]

### Декларація
- Е-декларація [Архівовано 11 листопада 2021 у Wayback Machine.]